# Гектор
Ге́ктор (грец. Hektor) — герой, старший син Пріама й Гекаби, чоловік Андромахи, батько Астіанакта (Скамандрія); за іншими версіями міфа — Лаодама та Амфіноя. За «Іліадою» — найхоробріший воїн у троянському війську; вбив Протесілая, вступив у бій з Аяксом Теламонідом і Діомедом; загинув від руки Ахіллеса. Під час двобою з Ахіллесом на Зевсових терезах були зважені долі обох героїв, і виявилося, що має загинути Гектор. Героєві віддавали шану в Іліоні; у Фівах, куди був перенесений прах Гектора, показували його могилу. 

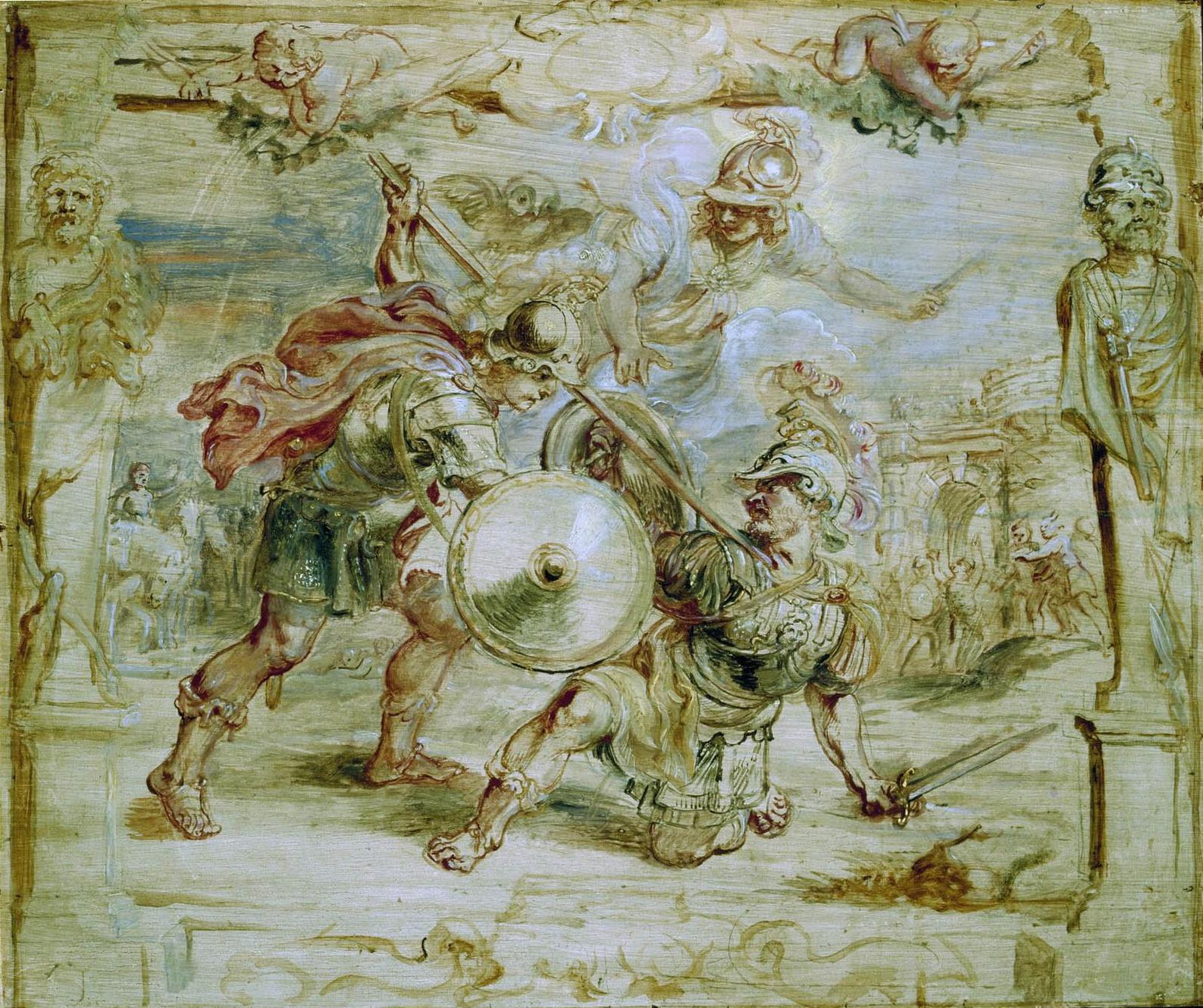
Рубенс. Ахілл вбиває Гектора.

Життя й подвиги Гектора надихали багатьох митців. Відома картина Олександра Іванова «Пріам благає в Ахіллеса тіло Гектора». Остання зустріч Гектора з дружиною, оспівана в епосі, вражає своєю людяністю. Вона надихала багатьох митців від античності до наших днів — зокрема, була взірцем для грецького драматурга Софокла, який у трагедії «Аякс» змалював драматичне прощання героя з жінкою й дитиною. В європейській літературі пізнішого часу образ Гектора приваблював Фрідріха Шіллера, Жана Жироду, в живописі — Пауля Рубенса, Шарля Лебрена, Джованні Баттіста Тьєполо, Антона Лосенка, в музиці — Петера фон Вінтера (кантата «Смерть Гектора»).